# Anthony Pulis
Anthony James Pulis (Bristol, Inglaterra, 21 de julio de 1984) es un exfutbolista galés de origen inglés. Es segundo entrenador en el Real Salt Lake desde 2024.

## Selección nacional
Ha sido internacional con la selección de fútbol sub-21 de Gales.

## Clubes

### Como jugador
| Club                        | País           | Año       |
| --------------------------- | -------------- | --------- |
| Portsmouth FC               | Inglaterra     | 2002-2004 |
| Stoke City                  | Inglaterra     | 2004-2008 |
| Torquay United (préstamo)   | Inglaterra     | 2004-2005 |
| Plymouth Argyle (préstamo)  | Inglaterra     | 2006      |
| Grimsby Town (préstamo)     | Inglaterra     | 2006-2007 |
| Bristol Rovers (préstamo)   | Inglaterra     | 2008      |
| Southampton FC              | Inglaterra     | 2008-2011 |
| Lincoln City (préstamo)     | Inglaterra     | 2009-2010 |
| Stockport County (préstamo) | Inglaterra     | 2010-2011 |
| Barnet (préstamo)           | Inglaterra     | 2011      |
| Aldershot Town              | Inglaterra     | 2011-2012 |
| Orlando City                | Estados Unidos | 2012-2014 |

### Como entrenador
| Club                       | País           | Año           |
| -------------------------- | -------------- | ------------- |
| Orlando City B             | Estados Unidos | 2016-2017     |
| Saint Louis FC             | Estados Unidos | 2018-2019     |
| Inter Miami CF (asistente) | Estados Unidos | 2020-2021     |
| Miami FC                   | Estados Unidos | 2021-2023     |
| Real Salt Lake (asistente) | Estados Unidos | 2024-presente |